# Saluan
Saluan oder Loinang ist eine in Zentralsulawesi (in Indonesien) gesprochene Sprache und die Hauptsprache der östlichen Halbinsel Sulawesis. Sie gehört zu den malayo-polynesischen Sprachen innerhalb der austronesischen Sprachen.